# ロイコアントシアニジンレダクターゼ
ロイコアントシアニジンレダクターゼ（leucoanthocyanidin reductase）は、フラボノイド生合成酵素の一つで、次の化学反応を触媒する酸化還元酵素である。
(2R,3S)-カテキン + NADP+ + H2O {\displaystyle \rightleftharpoons } 2,3-trans-3,4-cis-ロイコアントシアニジン + NADPH + H+
この酵素の基質は(2R,3S)-カテキン、NADP+とH2Oで、生成物は2,3-trans-3,4-cis-ロイコアントシアニジン、NADPHとH+である。
この酵素は酸化還元酵素に属し、NAD+またはNADP+を受容体としてCH基またはCH2基に特異的に作用する。組織名は、(2R,3S)-catechin:NADP+ 4-oxidoreductaseで、別名にleucocyanidin reductaseがある。
この酵素はHedysarum sulphurescensとVitis vinifera（ブドウ）で見られる。